# Baetis palisadi
Baetis palisadi är en dagsländeart som beskrevs av Mayo 1952. Baetis palisadi ingår i släktet Baetis och familjen ådagsländor. Inga underarter finns listade i Catalogue of Life.